# Pierrebraunia
Pierrebraunia ist eine Pflanzengattung aus der Familie der Kakteengewächse (Cactaceae). Der botanische Name der Gattung ehrt den deutschen Agronomen und Kakteenspezialisten Pierre Josef Braun (* 1959).

## Beschreibung

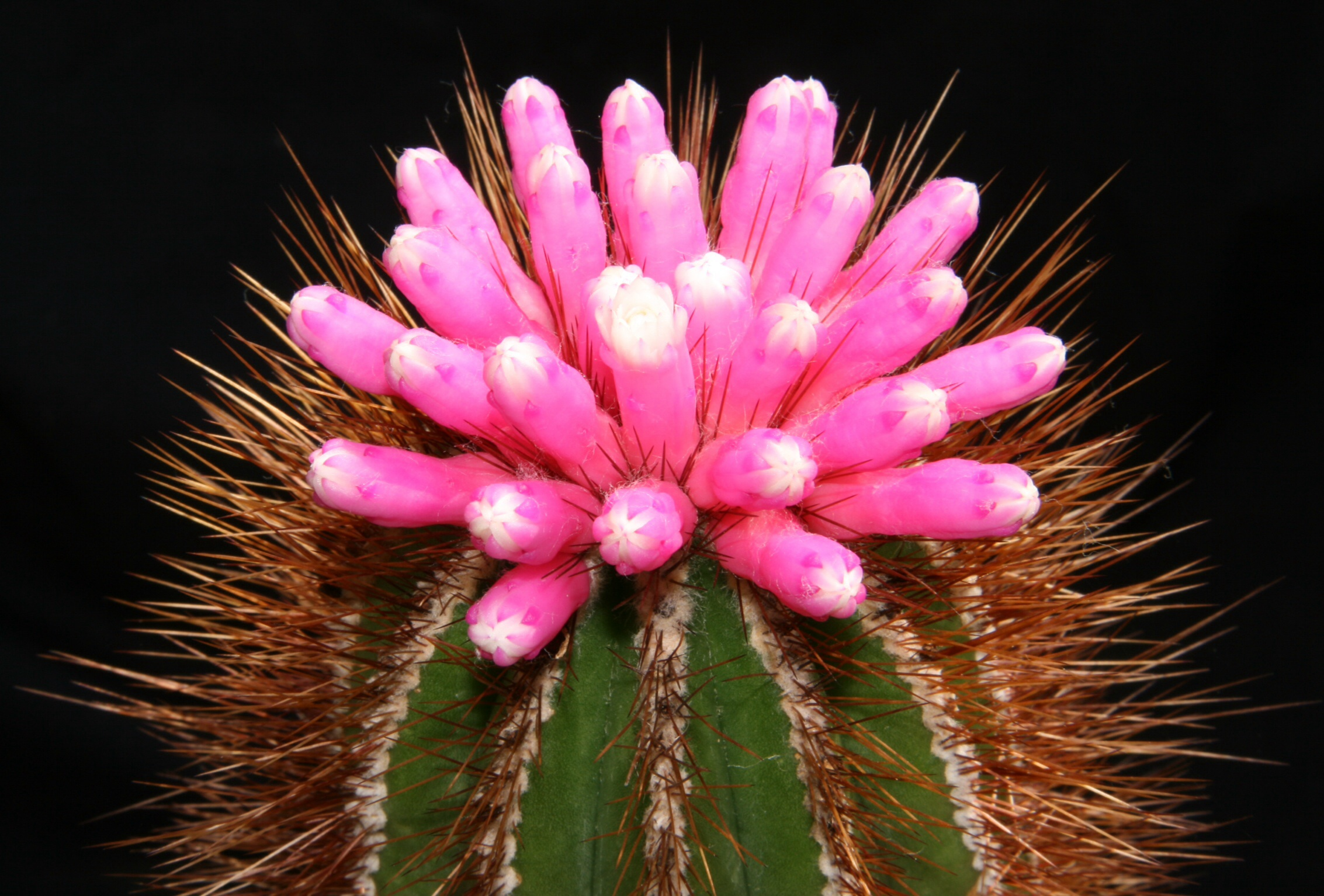
Pierrebraunia bahiensis

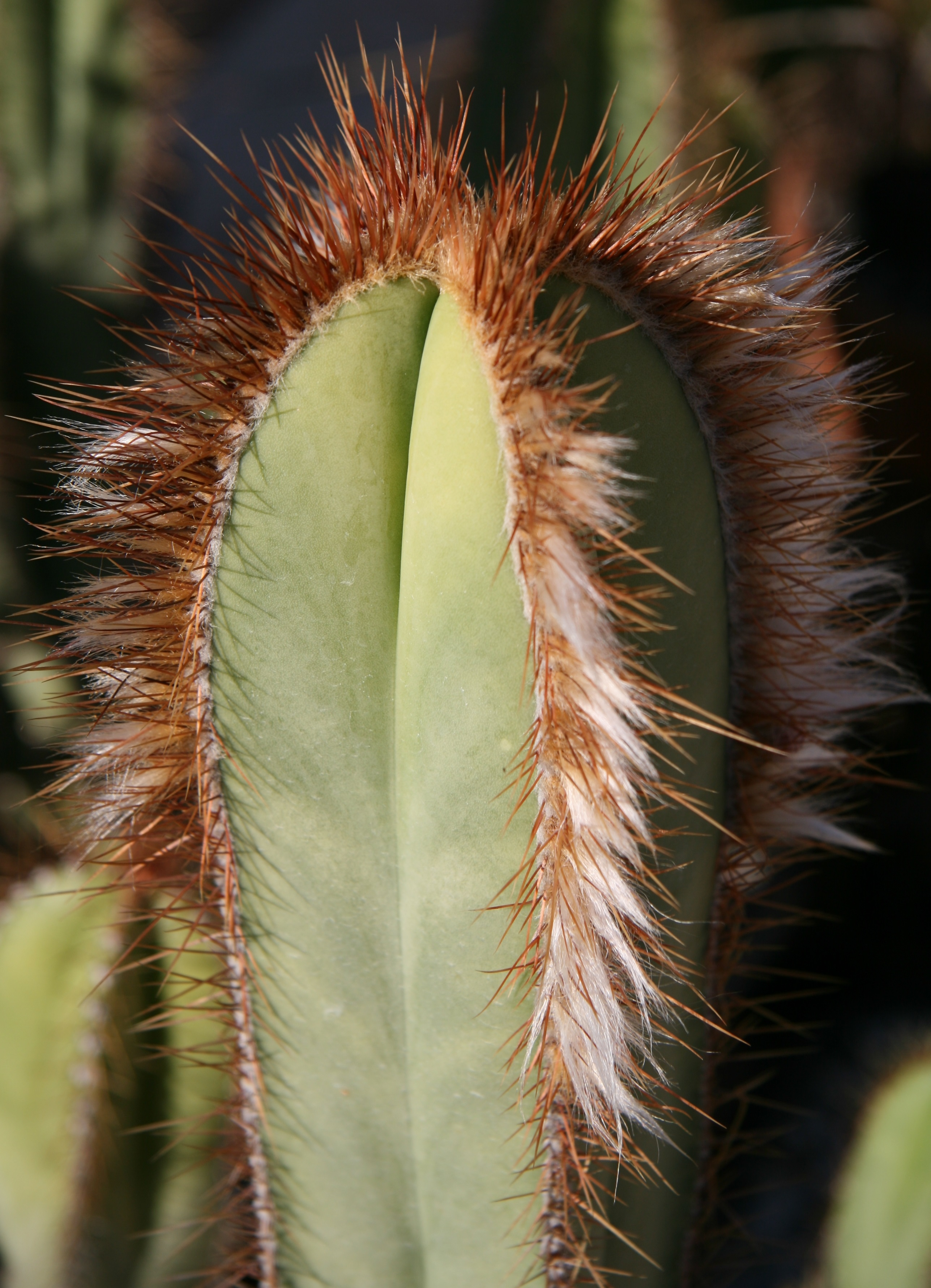
Pierrebraunia brauniorum

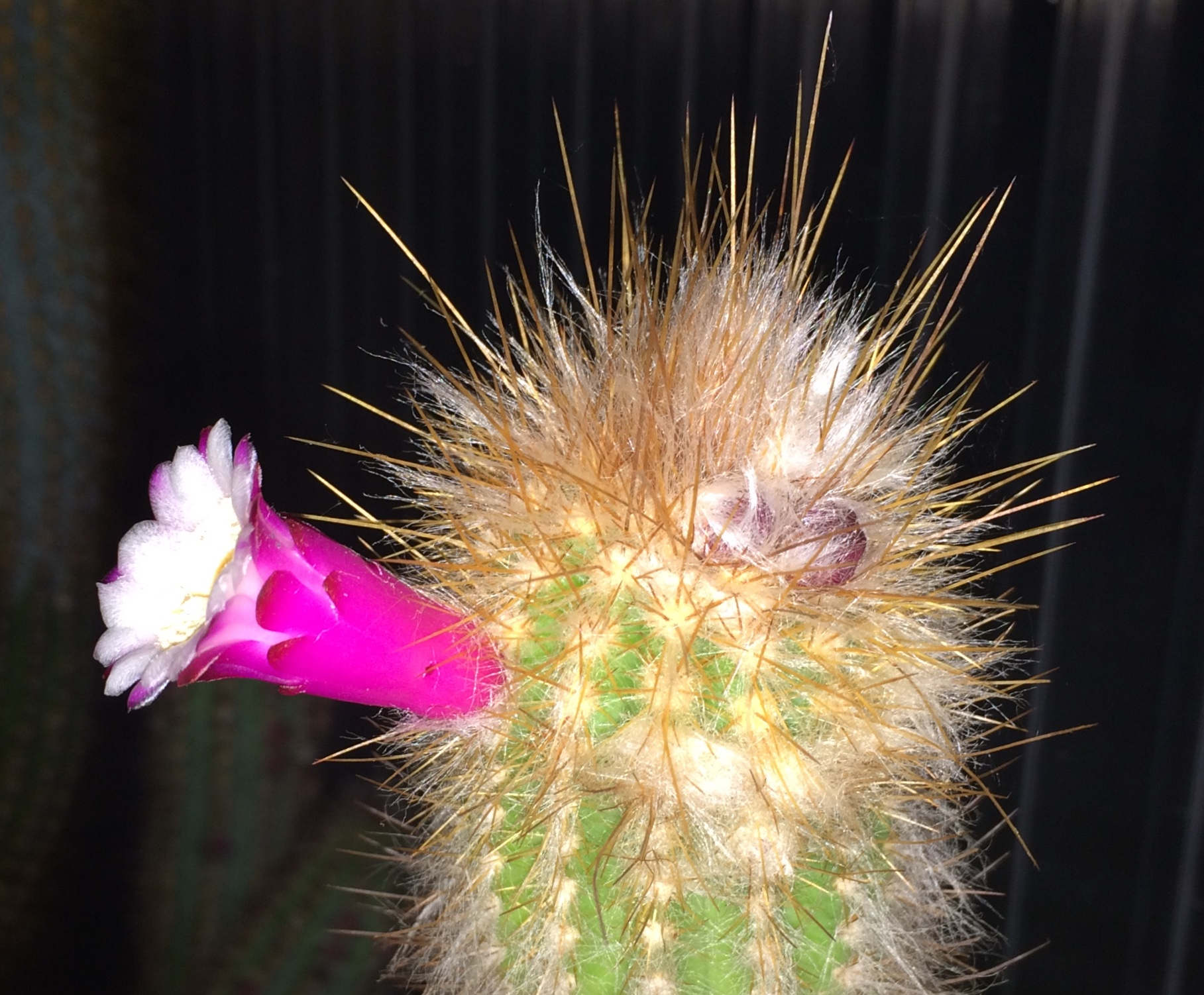
Pierrebraunia eddie-estevesii

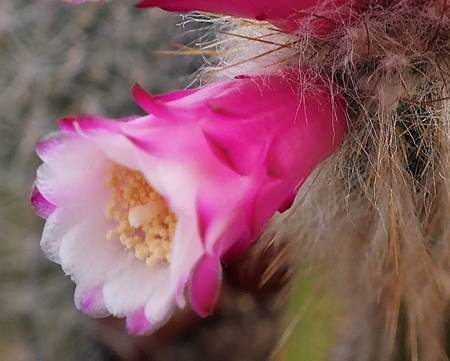
Pierrebraunia eddie-estevesii

Die Arten der Gattung Pierrebraunia wachsen aufrecht und sind einzeln oder am Grund verzweigt. Ihre kugel- bis säulenförmigen Triebe sind grün bis gelbgrün oder graugrün. Sie sind nicht oder teilweise mit gräulichen Wachsschüppchen bedeckt. Die 4 bis 17 Rippen sind mehr oder weniger breit. Die nadeligen Dornen sind ausgebreitet und bei Pierrebraunia brauniorum an blühfähigen, bewollten Areolen besig-kammförmig.
Die röhrenförmigen, rosafarbenen bis weißlich rosafarbenen Blüten sind 3 bis 4 Zentimeter lang. Sie erscheinen seitlich in der Nähe der Triebspitze und öffnen sich am Tag. Ihr Perikarpell und die Blütenröhre sind kahl. Die Blütenhüllblätter sind aufrecht oder etwas ausgebreitet. Der Griffel und die Staubblätter ragen nicht aus der Röhre hinaus. Die Bestäubung erfolgt durch Vögel.
Die glatten, kahlen, kugel- bis eiförmigen, saftigen und beerenförmigen Früchte sind rosa oder dunkelrot. Sie erreichen Durchmesser von 1 bis 3 Zentimetern, öffnen sich nicht und besitzen einen ausdauernden Blütenrest. Die Früchte enthalten schwarze, birnenförmige Samen von bis zu 1,5 Millimeter Länge und 0,6 Millimeter Breite.

## Systematik und Verbreitung
Die Gattung Pierrebraunia ist in den brasilianischen Bundesstaaten Bahia und Minas Gerais verbreitet.
Die Erstbeschreibung der Gattung wurde 1997 von Eddie Esteves Pereira (* 1939) veröffentlicht. Die Typusart der Gattung ist Pierrebraunia brauniorum. 
Zur Gattung Pierrebraunia gehören die folgenden Arten:
- Pierrebraunia bahiensis (P.J.Braun & Esteves) Esteves ≡ Arrojadoa bahiensis (P.J.Braun & Esteves) N.P.Taylor & Eggli
- Pierrebraunia brauniorum Esteves
- Pierrebraunia eddie-estevesii P.J.Braun[4]

## Nachweise